# Септима (поэзия)
Се́птима (также семисти́шие, от лат. septem — семь) — строфа, состоящая из семи стихов.

## История
Во французской поэзии XV—XVI веков септима наиболее часто встречалась в виде строф с рифмовками aabcbcb и aabcbbc. В английской поэзии того же периода наиболее распространённой была семистишная чосерова строфа ababbcc, получившая название по имени поэта XIV века Джефри Чосера.
В более поздних произведениях («Коринфская невеста» И. В. Гёте, «Бородино» М. Ю. Лермонтова) семистишные строфы обычно не назывались септимами.

## В русской поэзии
В русской поэзии встречается крайне редко, наряду с другими строфами с нечётным числом стихов. Классическим примером септимы в русской поэзии является стихотворение «Бородино», в котором применена рифмовка: aabcccb:
Скажи-ка, дядя, ведь недаром
Москва, спалённая пожаром,
Французу отдана?
Ведь были схватки боевые,
Да, говорят, ещё какие!
Недаром помнит вся Россия
Про день Бородина!
В балладе А. К. Толстого «Волки» используется семистишие, в котором шесть стихов соответствуют рифмовке ababccd, а седьмой стих является холостым:
Когда в сёлах пустеет,
Смолкнут песни селян,
И седой забелеет
Над болотом туман,
Из лесов тихомолком
По полям волк за волком
Отправляются все на добычу.